# Ernest McFarland

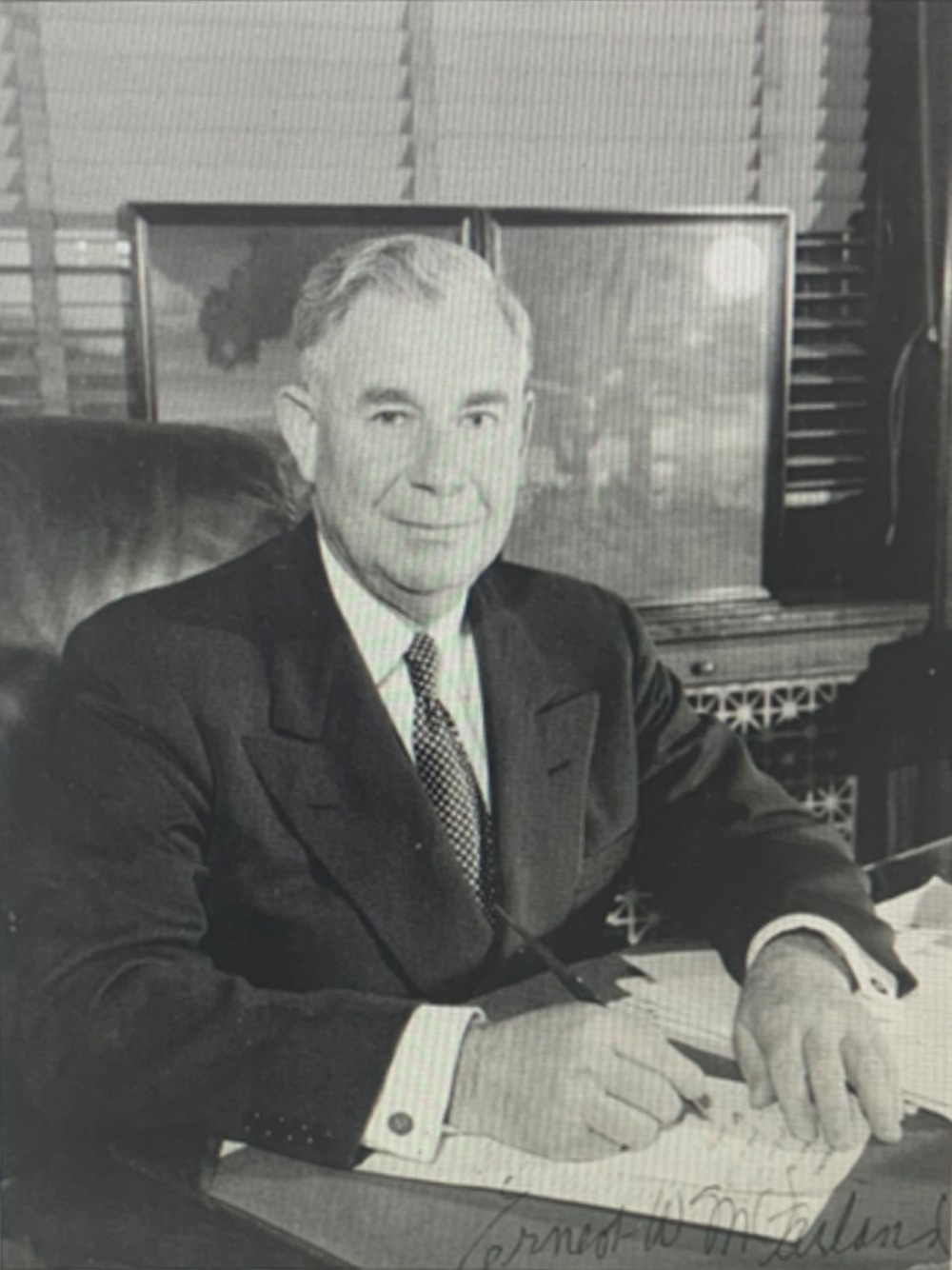

Ernest William McFarland (9 de outubro de 1894 - 8 de junho de 1984) foi um político norte-americano que foi governador do estado norte-americano do Arizona, no período de 1955 a 1959, pelo Partido Democrata.